# 游泓
游 泓（ゆう おう、生没年不詳）は、五胡十六国時代前燕の人物。本貫は広平郡任県。慕容廆の龍驤長史游邃の兄の游暢の子。

## 生涯
前燕に仕え、居就県令に任じられていた。
咸康4年（338年）5月、後趙の天王石虎は、前燕国内に使者を放ち、誘降を促した。東夷校尉封抽・護軍将軍宋晃・成周内史崔燾・武原県令常覇・居就県令游泓らが応じ、後趙は36城を手に入れた。
燕王慕容皝は軍を遣わし、後趙に応じた諸城を攻めて、全て攻略した。敗れた游泓は、宋晃、封抽とともに高句麗へ逃走した。
高句麗の4世紀以降の国家発展に無視できない役割を果たした中国人の高句麗流入者であり、高句麗に新文化をもたらし、国政の整備と軍備拡張と積極的な外交政策を推進した。

## 家系

### 父
- 游暢

### 叔父
- 游邃